# Šišman
Shishman en albanais et Šišman en serbe latin (en serbe cyrillique : Шишман) est une localité du Kosovo située dans la commune/municipalité de Gjakovë/Đakovica, district de Gjakovë/Đakovica (Kosovo) ou de Pejë/Peć (Serbie). Selon le recensement kosovar de 2011, elle compte 503 habitants.

## Histoire
Sur le territoire du village se trouve un site comprenant des vestiges de l'Antiquité tardive, les ruines d'une église et un cimetière, le tout datant des IVe-VIe siècles et du Moyen Âge ; le site est proposé pour une inscription sur la liste des monuments culturels du Kosovo.

## Démographie

### Évolution historique de la population dans la localité
| 1948 | 1953 | 1961 | 1971 | 1981 | 1991 | 2011 |
| ---- | ---- | ---- | ---- | ---- | ---- | ---- |
| 318  | 338  | 422  | 443  | 609  | 729  | 503  |

|  |

### Répartition de la population par nationalités (2011)
En 2011, les Albanais représentaient 89,66 % de la population et les Égyptiens 10,14 %.